# Толошна
Толошна́ (фр. Tolochenaz) — коммуна в районе Морж швейцарского кантона Во на берегу Женевского озера. Население города, согласно переписи 2003 года, составляет 1661 человек.
В Толошна располагается Евразийская штаб-квартира компании «Medtronic», одной из крупнейших на рынке медицинских изделий и техники. Также примечательна вилла Падеревского.
Самой известной жительницей посёлка была актриса Одри Хепбёрн, которая проживала в нём с 1963 до своей смерти в 1993 году. Помимо Хепберн, здесь похоронены польский композитор Генрих Опеньский и французская балерина Зизи Жанмер. Оперный тенор Николай Гедда провёл здесь последние годы жизни (вплоть до кончины в 2017 году).